# Торуньская конфедерация
Торуньская конфедерация (пол. Konfederacja toruńska) — объединение православной, кальвинистской и лютеранской шляхты Короны Королевства Польского, образованное в Торуне 20 марта 1767 года. Маршалком конфедерации был избран генерал-лейтенант Ежи Вильгельм фон Гольц.
Конфедерация была инициирована русским правительством для достижения перелома в диссидентском вопросе для достижения равенства религиозных общин в Польском государстве, уравнения прав некатоликов с католиками.
В 1766 году русское правительство подняло вопрос о равенстве вероисповеданий и сохранении liberum veto, когда каждый депутат сейма или сеймика мог высказать несогласие с любым постановлением сейма, означавшее прекращение заседания и отмену всех принятых решений. Работа объединения проходила под охраной русских войск.
Конфедерация выступила в поддержку предлагаемого российской императрицей Екатериной II проекта уравнения прав и политических свобод иноверцев в Польше, свободы вероисповедания.
В результате Торуньской конфедерации 23 июня 1767 года в Радоме под «императорской протекцией» и по предложению российского посла Николая Репнина была созвана Радомская конфедерация, целью которой было осуществление равноправия иноверцев, возвращение прежних шляхетских свобод и навязывание российского поручительства.